# رينه سولي برودوم
رينه سولي برودوم (بالفرنسية: Sully Prudhomme)‏ (بالفرنسية:René François Armand) في باريس في 16 مارس سنة 1839 وتوفي في 6 سبتمبر 1907.

## حياته
بدأ سولى برودوم حياته بدراسة العلوم فحصل على دبلوم الهندسة إلا أن الشعر كان هوايته الأساسية، وبالرغم من اهتماماته العلمية فقد ظل يتابع الحركة الأدبية، وفي ذلك الوقت كان الصراع على أشده بين البرناسية الناشئة وبين أنصار الرومانسية، وقد انحاز سللى برودوم إلى البرناسيين ونشر سلسلة من الدواوين الشعرية منها (مقطوعات وقصائد) عام 1865، و(التجارب) عام 1866، (اعتكافات) عام 1869، و(فرنسا) عام 1874، (الحنان الباطل) عام 1875.
وسرعان ما أصبح برودوم الشاعر الرسمي لجماعة البرناسيين، وقد شجعه فيكتور هوجو.

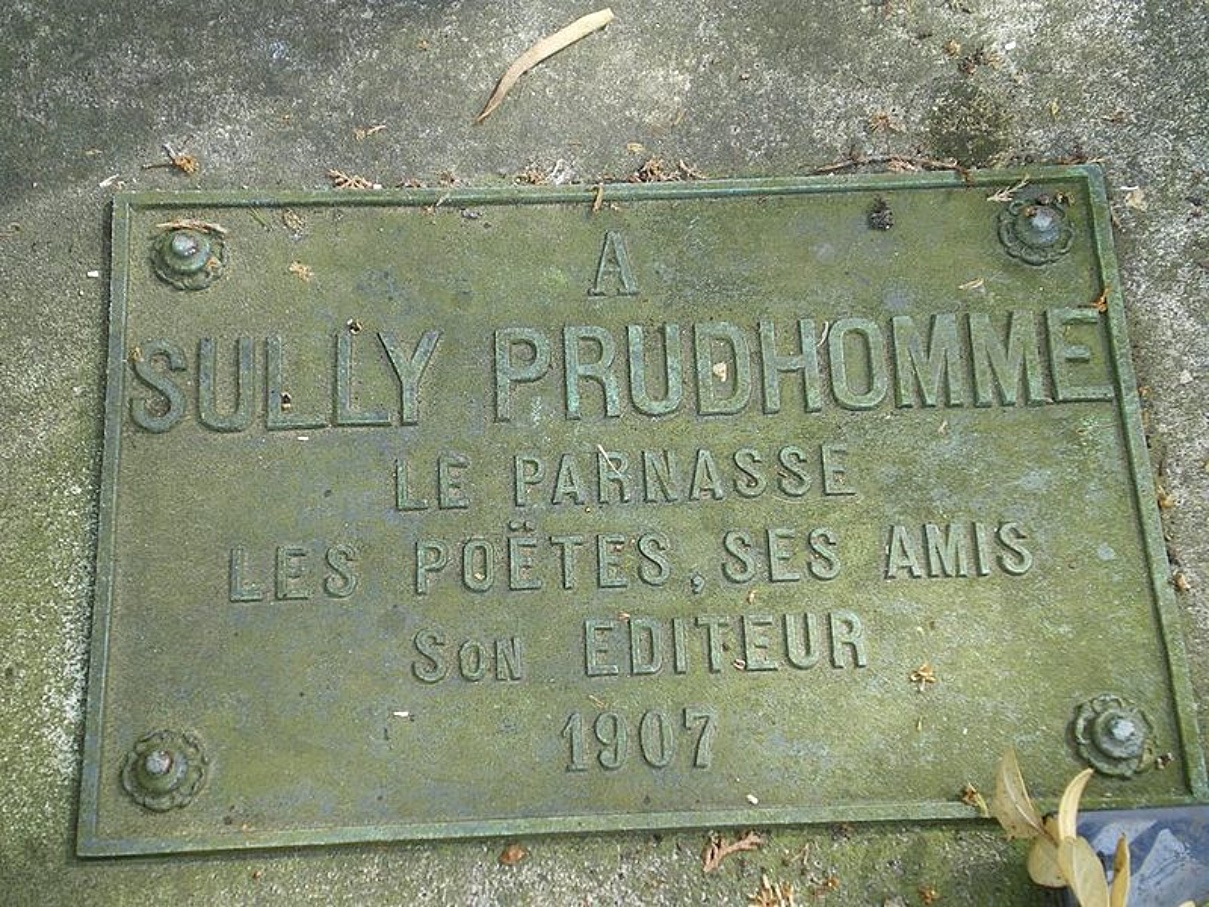
قبر سولي برودوم في باريس.

أنتخب سولى برودوم في عام 1881 عضوا في الأكاديمية الفرنسية متحصلا على المقعد رقم 24، ونال جائزة نوبل عام 1901 وبذلك كان أول من نال جائزة نوبل في الأدب، وقد رصد قيمة الجائزة التي حصل عليها لإنشاء جائزة للشعر.

## وفاته
توفى سولى برودوم في عام 1907 ببلدة شاتينيه، وقد نشر في أواخر أيامه عدة أعمال في الفلسفة والنقد منها (التعبير عن الفنون الجميلة) عام 1890 و(وصية شعرية) عام 1900.

## قائمة أعماله

### الشعر
- 1865: أبيات وقصائد (Stances et poèmes)
- 1866: الأحداث (Les épreuves)
- 1868: المخططات الإيطالية (Croquis italiens)
- 1869: Les solitudes: poésies [Les écuries d’Augias]
- 1872: مصائر (Les destins)
- 1874: ثورة الزهور (La révolte des fleurs)
- 1874: فرنسا (La France)
- 1875: الحنان دون جدوى (Les vaines tendresses)
- 1876: Le zénith, previously published in Revue des deux mondes
- 1878: العدالة (La justice)
- 1865–1888: شعر (Poésie)
- 1886: Le prisme, poésies diverses
- 1888: السعادة (Le bonheur)
- 1908: حطام السفن (Épaves)

### النثر
- 1883–1908: Œuvres de Sully Prudhomme (poetry and prose), 8 volumes, A. Lemerre
- 1896: Que sais-je? (philosophy)
- 1901: Testament poétique (essays)
- 1905: La vraie religion selon Pascal (essays)
- 1922: Journal intime: lettres-pensée (diary)

## روابط خارجية
- رينه سولي برودوم على موقع IMDb (الإنجليزية)
- رينه سولي برودوم على موقع الموسوعة البريطانية (الإنجليزية)
- رينه سولي برودوم على موقع ميوزك برينز (الإنجليزية)
- رينه سولي برودوم على موقع إن إن دي بي (الإنجليزية)
- رينه سولي برودوم على موقع ديسكوغز (الإنجليزية)